# Sinnershausen

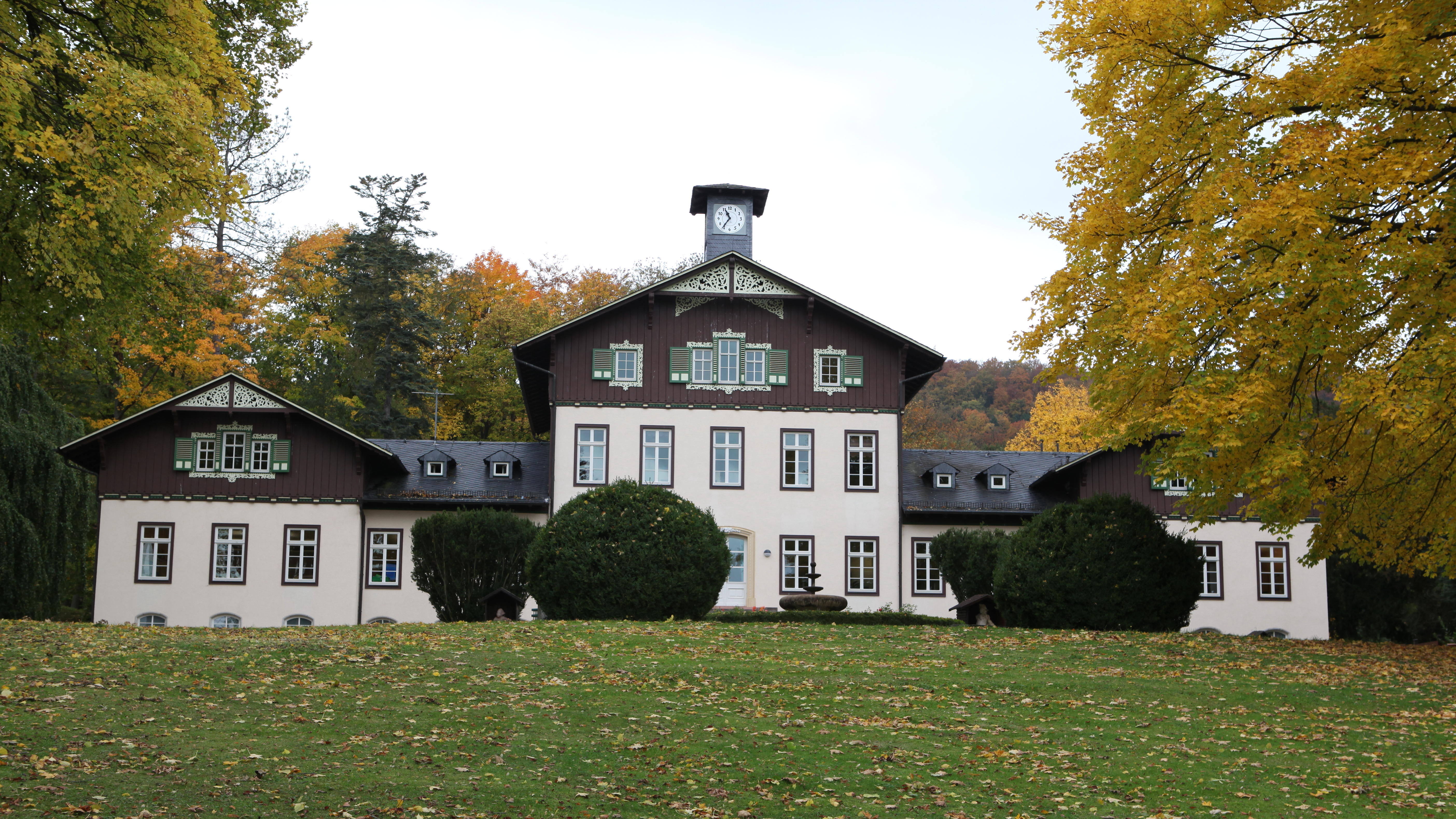
Schloss Sinnershausen

Sinnershausen wird der nördliche Ortsrand von Hümpfershausen, einem Ortsteil der Stadt Wasungen im Landkreis Schmalkalden-Meiningen in Thüringen, genannt.

## Geschichte

### Kloster
Das ursprünglich hier befindliche Kloster Sinnershausen (Eigenname: Kloster Rosenthal) entstand am Ort eines zerstörten Gehöftes Syndeloshusen. Das Kloster wurde erstmals am 19. Juni 1294 urkundlich erwähnt. Spätere Namensformen waren Sindelashusen (1325), Sindreßhausen (1489) und Sondershusen (1502).
Die Gründung des Klosters Sinnershausen erfolgte durch einen frommen Ritter Gottfried von Katza. Die dem Bettelorden der Wilhelmiten angehörenden Mönche wurden vom Kloster Weißenborn bei Ruhla entsandt und hatten sich die Aufgabe gestellt, Reisenden und Pilgern behilflich zu sein.
Das Kloster wurde im Bauernkrieg verwüstet, in Brand gesetzt und von den letzten Mönchen aufgegeben. Die Grafen von Henneberg bestimmten als Landesherren die Säkularisation des Grundbesitzes, die Hauptgebäude waren durch den Brand weitgehend zerstört und wurden abgerissen. Die Bewohner des Nachbardorfes Lückershausen, heute eine Wüstung in der Flur Hümpfershausen, litten besonders unter den Frondiensten der Klöster, daher hatten sich fast alle Bauern spontan dem Werrahaufen angeschlossen. Nach der Niederschlagung des Aufstandes wurden die gefangenen Lückershäuser mit der Todesstrafe abgeurteilt, ihre Siedlungsstätte wurde eingeäschert. 1611 hatte der Ausbruch der Pest in der Gegend um Hümpfershausen in fünf Wochen fast die ganze Bevölkerung zu Tode gebracht, 1634 wurde ein Einfall der Kroaten und 1637 ein Einfall der Schweden in der Kirchenchronik vermerkt.

### Umbau
Spätere Besitzer errichteten einen Wirtschaftshof um den Klosterteich. 1763 erwarb Heinrich von Hinckeldey den Besitz und gestaltete Schloss und Park neu. Der Berliner Generalpolizeidirektor Karl Ludwig Friedrich von Hinckeldey wurde hier 1805 geboren. Die barocke Anlage wurde zwischen 1859 und 1861 für Erbprinz Georg von Sachsen-Meiningen in einem idealisierenden „Schweizerhausstil“ umgebaut, wohl vom Architekten Leonhard Wilhelm Brofft jr. Den Park gestaltete der Hofgärtner Wilhelm Sell ab 1859 um. Als letzter Besitzer erwarb 1918 die Familie des Konrad von Hausmann, preußischer Generalmajor aus Berlin das Gut Sinnershausen. Seine Witwe, Laura von Hausmann verkaufte es 1943 an Georg Hausmann zu Veckenstedt. Der 1944 verstorbene Maler und Mäzen Robert Engelhorn verbrachte seine letzten Lebensjahre auf Schloss Sinnershausen. 1945 erfolgte auf Grund des Gesetzes der Bodenreform im Lande Thüringen die Enteignung der von Hausmanns. Das Schlossgebäude ging in Eigentum der Gemeinde Hümpfershausen über. Während der Zeit von 1946 bis 1989 wurde das Haus als staatliches Kinderkurheim genutzt. Nach der Wende wurde im Schloss Sinnershausen ein Ausbildungszentrum für Jugendfeuerwehren und eine Jugendherberge eingerichtet.

### Gegenwart
Der Freistaat Thüringen als bisheriger Eigentümer gab 2021 den Verkauf des Schlosses samt Parkanlage an die Stadt Wasungen bekannt. Zuletzt wurde das Gebäude vom Thüringer Feuerwehrverband als Jugendausbildungs- und Begegnungsstätte genutzt.